# 林謝罕見
謝罕見（1938年—），生於日治台灣臺北州，企業家及政治人物，為林堉琪之妻，宏國集團的大家長，在1993年至1995年間獲選為臺灣百大富豪中第11名，亦為臺灣之女性首富。1996年，宏國集團發生財務危機，其個人財富大幅縮減，但仍是臺灣之女性首富。

## 生平
謝罕見在20歲時與林堉琪結婚。1964年，林堉琪創辦宏國建設，從事國民住宅的建築工程，並因此快速累積財富。林堉琪於45歲時因直腸癌過世後，宏國集團由謝罕見接掌。在接管宏國集團後，謝罕見曾經是臺灣女性首富。1982年，她出任德霖技術學院董事長。2000年，宏國集團爆發財務危機，積欠新臺幣605億元，謝罕見與其子共同經營，歷經15年後才將債務清償完畢。

## 家庭
與林堉琪育有三子一女（林鴻明、林鴻道、林鴻志與林瑞美）。

## 司法案件
2003年，謝罕見因擔任親友向遠東國際商業銀行貸款新臺幣3億餘元之擔保人，且其親友未償還債務，遠東國際商業銀行要求謝罕見清償，她因此向法院申請破產宣告。後來，兩方達成和解。